# Université d'État de Gwanda
Pour les articles homonymes, voir GSU.
L'université d'État de Gwanda (en anglais : Gwanda State University ou GSU) est une université publique située à Gwanda, dans la province du Matabeleland méridional, au sud-ouest du Zimbabwe.

## Historique
Le projet de création de cette université remonte à 2004 et son ouverture est prévue pour la rentrée 2012.